# Siêu hấp dẫn
Trong vật lý lý thuyết, siêu hấp dẫn (lý thuyết siêu hấp dẫn; viết tắt là SUGRA) là một lý thuyết trường hiện đại kết hợp các nguyên lý siêu đối xứng và thuyết tương đối rộng; trái ngược với các lý thuyết siêu đối xứng không hấp dẫn như Mô hình chuẩn siêu đối xứng tối thiểu. Siêu trọng lực là lý thuyết đo của siêu đối xứng cục bộ. Do các máy phát siêu đối xứng (SUSY) hình thành cùng với đại số Poincaré là siêu đại số, được gọi là đại số siêu Poincaré, siêu đối xứng một lý thuyết máy đo làm cho lực hấp dẫn phát sinh theo cách tự nhiên.
Nói một cách đơn giản, các nhà khoa học đã xác định được bốn lực cơ bản đằng sau mọi thứ xảy ra xung quanh chúng ta. Chúng là lực điện từ (nguồn điện và từ tính), lực yếu (liên quan đến phóng xạ), lực mạnh (lực liên kết các proton và neutron trong nguyên tử) và lực hấp dẫn (lý do tại sao táo rơi xuống đất và Mặt Trăng xoay quanh Trái Đất). Lý thuyết lượng tử có thể giải thích ba loại lực đầu tiên phù hợp với cấp độ nguyên tử, tuy nhiên, đối với các vật thể lớn, lý thuyết lượng tử không áp dụng được. Do đó, lực hấp dẫn chỉ được áp dụng trong các nghiên cứu và khoa học thiên văn.
Hai lý thuyết này đồng thời có thể giải thích tất cả, tuy nhiên các nhà khoa học đang tìm ra một lý thuyết có thể giải thích cả lý thuyết lượng tử và lý thuyết hấp dẫn cùng nhau - một lý thuyết về mọi thứ. Lý thuyết siêu hấp dẫn xoay quanh ý định này, để thiết lập một lý thuyết có thể áp dụng ở mọi nơi.

## Graviton
Giống như bất kỳ lý thuyết trường hấp dẫn nào, một lý thuyết siêu trọng lực chứa trường spin-2 có lượng tử là graviton. Siêu đối xứng đòi hỏi trường graviton phải có siêu đối tác. Trường này có spin 3/2 và lượng tử của nó là gravitino. Số lượng các trường gravitino bằng với số lượng siêu đối xứng.

## Lịch sử

### Siêu đối xứng đo
Lý thuyết đầu tiên về siêu đối xứng địa phương được đề xuất bởi Dick Arnowitt và Pran Nath vào năm 1975  và được gọi là siêu đối xứng đo.

### Siêu hấp dẫn
Mô hình siêu lực 4 chiều đầu tiên (không có ký hiệu này) được Dmitri Vasilievich Volkov und Vyacheslav A. Soroka xây dựng năm 1973 , nhấn mạnh tầm quan trọng của phá vỡ siêu đối xứng tự phát đối với khả năng của một mô hình thực tế. Phiên bản tối thiểu của siêu lực 4 chiều (với siêu đối xứng cục bộ không bị phá vỡ) được Dan Freedman, Sergio Ferrara và Peter van Nieuwenhuizen xây dựng chi tiết vào năm 1976. Năm 2019, ba người đã được trao Giải thưởng đột phá đặc biệt về Vật lý cơ bản cho khám phá này. Vấn đề chính của việc trường quay 3/2 có được ghép liên tục hay không đã được giải quyết trong bài báo gần như đồng thời, bởi Deser và Zumino , trong đó đề xuất độc lập mô hình 4 chiều tối thiểu. Nó nhanh chóng được khái quát hóa cho nhiều lý thuyết khác nhau ở nhiều chiều khác nhau và liên quan đến các siêu đối xứng (N) bổ sung. Các lý thuyết siêu trọng lực với N> 1 thường được gọi là siêu trọng lực mở rộng (SUEGRA). Một số lý thuyết siêu trọng lực đã được chứng minh là có liên quan đến một số lý thuyết siêu trọng lực chiều cao nhất định thông qua việc giảm chiều (ví dụ Siêu trọng lực N = 1, 11 chiều được giảm kích thước trên T 7 xuống 4 chiều, không được chỉnh sửa, N = 8 Siêu cường lực). Các lý thuyết kết quả đôi khi được gọi là các lý thuyết Kaluza-Klein khi Kaluza và Klein xây dựng năm 1919 theo lý thuyết hấp dẫn 5 chiều, khi giảm kích thước trên một vòng tròn, các chế độ không khối lượng 4 chiều của nó mô tả lực điện từ kết hợp với lực hấp dẫn.